# Nippur

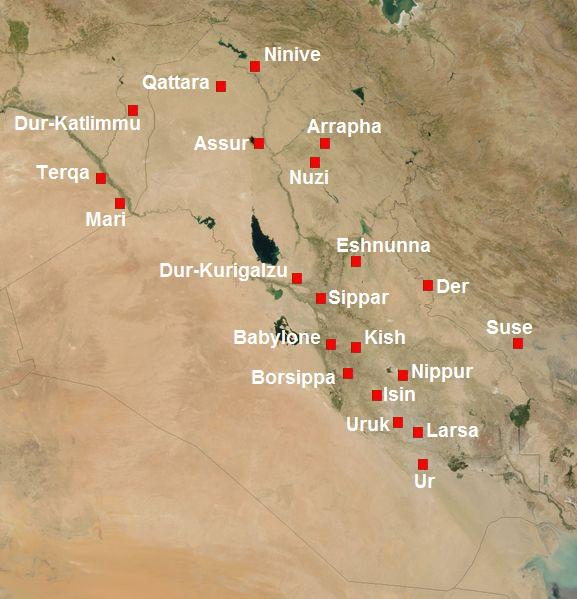
Mesopotamien 1000-talet f.Kr.

Nippur var en forntida stad och stadsstat i landet Sumer, beläget i nuvarande södra Irak. Staden var ett viktigt religiöst centrum under forntiden, eftersom den högste guden i den sumeriska gudavärlden, Enlil, troddes ha sitt säte där. Härskare vilka gjorde anspråk på att regera större riken lät sig krönas i gudens tempel. Ett omfattande arkiv med allehanda texter daterade till början av tvåtusentalet f.Kr. har utgrävts ur ruinstaden.

## Historia
Nippur kom till skillnad från många andra sumeriska stadsstater aldrig att ha någon större politisk makt eller herravälde. Kontroll över staden ansågs dock vara av största vikt. Detta då det var i Nippur Enlil-templet låg och det var där som sumeriska storkungar kunde krönas. Templet skall ha byggts av Enmebaragesi av Kish och flera kungar av flera olika stadsstater kom att krönas eller åtminstone besöka och ge gåvor till templet.
Nippur skall ha haft sin början som en liten by av vasshus som låg i ett träsk. Området kring Nippur skall ha varit extra utsatt för översvämningar men av någon anledning stannade folk kvar på platsen och en stad i lertegel växte så småningom fram. Genom att studera krukrester och byggnader verkar befolkningen där vid någon tidpunkt blivit borttvingad och ersatts av ett folk som var sämre på krukmakeri men bättre på att bygga byggnader. Befolkningen började efter en tid att skriva på lertavlor med sumerisk kilskrift. Vid okänt datum byggdes en mindre ziqqurat till Enlil i staden.
Under sent 2000 tal f.Kr. kom Nippur att erövras av Sargon av Akkad. Akkaderna verkade även de se Nippur som en helig plats och de utförde reparationer av templet och stadsmurarna. En av de få gånger Nippur omnämns som att ha en egen kung var i revolten mot den akkadiske konungen Naram-Sin. Nio sumeriska städer skall ha tillsatt egna kungar och gjort uppror och Nippur var en av dem under kung Amar-enlila. Upproret krossades dock. Vid ett tillfälle skall akkaderna ha planerat att överföra Nippurs status som helig stad till Babylon men imperiet kollapsade innan det kunde ske.
Efter akkaderna kom Nippur att hamna under Urs kontroll och kung Ur-Nammu byggde om templet i Nippur, han rev även ned och byggde sedan om stadsmurarna kring staden. Flera kungar skulle senare göra tillägg på tempelbyggnaden.
Under elamiternas invasion av Sumer plundrades Nippur men staden skall ha behållit sin heliga status och elamiterna reparerade den. När det Babylonska imperiet grundades under tidigt 1000 tal f.Kr. tillföll Nippur dem och statusen som helig stad förflyttades till Babylon med Marduk som huvudgud. Marduk tog även över många av Enlils förmågor. I och med detta började templet i Nippur sakta att förfalla.
När kassiterna tog makten i mitten av 1000-talet f.Kr. genomfördes stora restaureringsprojekt i Nippur och staden återfick sin forna glans, dock verkar den strax efter detta än en gång ha förlorat sin betydelse och fick än en gång förfalla tills Sargon II av Assyrien erövrade området och återställde staden. Nippur verkar behållit sin status som en viktig helig plats fram tills Assyriska imperiet kollapsade och staden började då än en gång att förfalla. Nästa gång Nippur omnämns i skrifter är när seleukiderna byggde om templet till en fästning. Fästningen kom sedan att erövras av parterna som förbättrade fästningen. När sasaniderna tog över verkar fästningen ha övergivits. På 800 talet e.Kr. omnämns staden som under den Assyriska kyrkans administration. Den skall då endast ha bestått av några hyddor belägna runt det gamla templet.